# Liberty (cão)

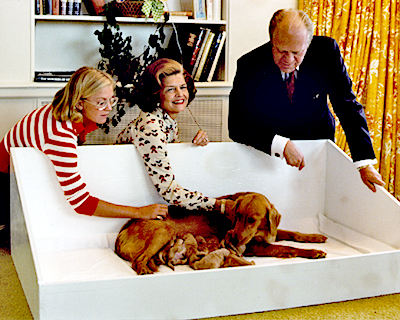
Liberty com seus filhotes na Casa Branca.

Foxfire Liberty Hume de Honor (8 de fevereiro de 1974 – 1984) foi o animal de estimação presidencial golden retriever de Betty Ford e Gerald Ford. Liberty nasceu em 8 de fevereiro de 1974 e foi um presente dado ao presidente por sua filha Susan Ford e pelo novo fotógrafo da Casa Branca David Hume Kennerly no outono de 1974. A criadora do filhote de golden retriever era Ann (Avis) Friberg de Mount Vernon, Washington.
Liberty foi frequentemente fotografada com Ford no Salão Oval, na piscina de Camp David e no gramado sul da Casa Branca. Ela também teve uma ninhada de filhotes na Casa Branca em 14 de setembro de 1975, um dos quais – Misty – foi mantido por Ford. A certa altura, Ford foi trancado em uma escadaria da Casa Branca depois de voltar de uma caminhada com o cachorro no Gramado Sul, certa manhã. Fotografias do cachorro foram autografadas com um carimbo de borracha de sua pata. As histórias indicavam que, se Ford quisesse encerrar uma conversa no Salão Oval, ele sinalizaria Liberty e ela iria até o convidado abanando o rabo, criando uma pausa natural.